# Hàm Hiệp
Hàm Hiệp là một xã thuộc huyện Hàm Thuận Bắc, tỉnh Bình Thuận, Việt Nam.
Xã Hàm Hiệp có diện tích 37 km², dân số năm 2020 là 13.097 người, mật độ dân số đạt 354 người/km².